# 帕森克里克鎮區 (密蘇里州林縣)
帕森克里克鎮區（英語：Parson Creek Township）是位於美國密蘇里州林縣的一個行政鎮區。

## 地方資料
帕森克里克鎮區的面積為147.15平方千米，當中陸地面積為144.03平方千米，而水域面積為3.12平方千米。根據2020年美國人口普查的數據，當地共有人口868人，而人口密度為每平方千米5.9人。